# Marilyn Eastman
Marilyn Eastman (n. 17 decembrie 1933, Davenport⁠(d), Iowa, SUA – d. 22 august 2021, Tampa, Florida, SUA) a fost o actriță americană cunoscută publicului datorită rolului Helen Cooper din Noaptea morților vii (1968). A mai jucat și în Houseguest (1995) și Santa Claws (1996).
Eastman a fost căsătorită cu partenerul ei din Noaptea morților vii, Karl Hardman, care a jucat rolul soțului. Fiica ei vitregă, Kyra Schon, a apărut de asemenea în film, jucând rolul fiicei cuplului. Eastman și Hardman au fost căsătoriți timp de 44 de ani, Hardman murind pe 22 septembrie 2007 la vârsta de 80 de ani din cauza cancerului pancreatic.